# Aichi E11A
Chiếc Aichi E11A ("Kyujuhachi Yatei") là một thủy phi cơ được Hải quân Đế quốc Nhật Bản sử dụng trong những năm đầu của Thế Chiến II trong những vai trò tuần tra duyên hải. Tên mã của phe Đồng Minh dành cho nó là "Laura"; trong khi tên chính thức của Hải quân Nhật là "Thủy phi cơ Trinh sát Kiểu 98". Kiểu 98 trông khá giống chiếc máy bay tương tự trước đó là E10A "Kiểu 96" vốn được phe Đồng Minh đặt tên mã là "Hank". Laura là một kiểu máy bay hiếm, chỉ có 17 chiếc được chế tạo, với mục đích được dự định sử dụng cũng khá hiếm hoi: được phóng lên từ những tuần dương hạm hay thiết giáp hạm nhằm chỉ điểm cho điểm rơi của đạn pháo trên tàu chiến đối địch vào ban đêm. Những chiếc Kiểu 98 sau đó được chuyển đổi từ vai trò tuần tra sang các nhiệm vụ liên lạc và vận chuyển.

## Các phiên bản
- E11A1: Thủy phi cơ trinh sát dành cho Hải quân Đế quốc Nhật Bản. Phiên bản sản xuất.

## Các nước sử dụng
Nhật Bản
- Hải quân Đế quốc Nhật Bản

## Đặc điểm kỹ thuật (Aichi E11A1)
Tham khảo: Warplanes of the Second World War, Volume Five: Flying Boats 

### Đặc tính chung
- Đội bay: 03 người
- Chiều dài: 10,71 m (35 ft 2 in)
- Sải cánh: 14,49 m (47 ft 6 in)
- Chiều cao: 4,52 m (18 ft 0 in)
- Diện tích bề mặt cánh: 46,40 m² (499 ft²)
- Trọng lượng không tải: 1.927 kg (4.248 lb)
- Trọng lượng cất cánh tối đa: 3.297 kg (7.033 lb)
- Động cơ: 1 x động cơ Hiro Kiểu 91 Mk.22 12 xy lanh bố trí hình chữ V làm mát bằng nước, công suất 620 mã lực (455 kW)

### Đặc tính bay
- Tốc độ lớn nhất: 217 km/h (117 knot, 135 mph)
- Tầm bay tối đa: 2.063 km (1.284 mi)
- Trần bay: 4.425 m (14.520 ft)

### Vũ khí
- 1 x súng máy 7,7 mm Kiểu 92

## Nội dung liên quan

### Máy bay tương tự
- Aichi E10A Kiểu 96

### Trình tự thiết kế
E10A/E10K -
Aichi E11A/E11K -
E12A/E12K/E12N -
E13A/E13K -
E14W/E14Y -
E15K -
E16A

### Danh sách liên quan
- Danh sách máy bay chiến đấu
- Danh sách máy bay quân sự Nhật Bản
- Danh sách máy bay trong Chiến tranh Thế giới II